# 2000 BEST ふきのとう
『2000 BEST ふきのとう』（ミレニアム・ベスト ふきのとう）は、日本のフォークデュオふきのとうのベスト・アルバム。2000年5月24日にSony Music Entertainment (Japan) Inc.から発売された。

## 概要
Sony Music Entertainment (Japan) Inc.と東芝EMI（現・ユニバーサル ミュージック/EMI Records Japan）との共同で発売された『2000 BEST』（ミレニアム・ベスト）シリーズのひとつとして発売され、1974年から1979年までの楽曲を厳選して収録されている。
前作の『GOLDEN J-POP/THE BEST ふきのとう』に引き続き、ソニーが開発した『SBM (Super Bit Mapping)』という技術が採用されている。

## 収録曲
- 括弧内は楽曲が収録されている作品。

| 全編曲: 瀬尾一三。 |                                                      |           |           |       |
| #                  | タイトル                                             | 作詞      | 作曲      | 時間  |
| 1.                 | 「白い冬」(アルバム『ふきのとう』)                   | 工藤忠幸  | 山木康世  | 3:37  |
| 2.                 | 「夕暮れの街」(アルバム『ふきのとう』)               | 山木康世  | 山木康世  | 3:17  |
| 3.                 | 「南風の頃」(アルバム『ふたり乗りの電車』)           | 村上実    | 山木康世  | 3:35  |
| 4.                 | 「初夏」(アルバム『ふたり乗りの電車』)               | 山木康世  | 山木康世  | 4:32  |
| 5.                 | 「やさしさとして想い出として」(アルバム『風待茶房』) | 山木康世  | 山木康世  | 4:29  |
| 6.                 | 「街はひたすら」(アルバム『風待茶房』)               | 山木康世  | 山木康世  | 3:12  |
| 7.                 | 「風の船(海よりも深く…)」(アルバム『風待茶房』)      | 山木康世  | 山木康世  | 3:51  |
| 8.                 | 「雨ふり道玄坂」(アルバム『水車』)                   | 山木康世  | 山木康世  | 4:28  |
| 9.                 | 「美しく燃えて」(アルバム『水車』)                   | 細坪基佳  | 細坪基佳  | 3:50  |
| 10.                | 「水車」(アルバム『水車』)                           | 細坪基佳  | 細坪基佳  | 6:27  |
| 11.                | 「流星ワルツ」(シングル「流星ワルツ」)               | 山木康世  | 山木康世  | 3:46  |
| 12.                | 「影法師」(アルバム『思い出通り雨』)                 | 山木康世  | 山木康世  | 3:35  |
| 13.                | 「風来坊」(アルバム『風来坊』)                       | 山木康世  | 山木康世  | 4:02  |
| 14.                | 「初恋」(アルバム『思い出通り雨』)                   | 細坪基佳  | 細坪基佳  | 4:12  |
| 15.                | 「思い出通り雨」(アルバム『思い出通り雨』)           | 山木康世  | 山木康世  | 3:52  |
| 16.                | 「春雷」(アルバム『人生・春・横断』)                 | 山木康世  | 山木康世  | 4:33  |
| 合計時間:          | 合計時間:                                            | 合計時間: | 合計時間: | 65:18 |